# Shushu Simon
Joachim (Sushu) Simon (Berlijn, 12 november 1912 - Breda, 27 januari 1943) was een Duitse verzetsstrijder van Joodse afkomst in de Tweede Wereldoorlog. Hij was een van de leiders van de Jeugdalijah Loosdrecht

## Levensloop
Simon werd geboren in een joods liberaal gezin in Berlijn. Zijn moeder overleed toen hij een jaar oud was. Hij werd daarna opgevoed door zijn vader en een tante. Samen met zijn broer Jacob sloot hij zich al op jonge leeftijd aan bij de zionistische jeugdbeweging Habonim. Hij volgde een opleiding aan een moderne Joodse school, waar ook Hebreeuws op het lesprogramma stond.
Nadat zijn vader in 1932 hertrouwde vertrok Simon naar Frankfurt en trok in bij zijn grootmoeder en een tante. Zijn broer emigreerde naar Palestina. In 1936 moest Simon vanwege zijn Joodse afkomst de middelbare school verlaten. Hij keerde terug naar Berlijn en vervolgde zijn studie aan een Joodse school. Hij wilde naar Palestina emigreren, maar het lukte hem niet een certificaat te krijgen. Om daar een betere kans op te maken vertrok naar een hachshara (opleidingscentrum) in het dorpje Elgut in Silezië. Daar volgde hij een opleiding in de landbouw, wat van pas moest komen wanneer hij zou emigreren naar Palestina. Daarnaast studeerde hij filosofie en sociologie.
Na Kristallnacht in november 1938 kwam Simon terecht in concentratiekamp Buchenwald. Na zijn vrijlating een maand later bleken alle hachshara's gesloten. Simon vertrok naar Nederland en vond via de Deventer Vereniging van Ru Cohen onderdak bij een boer in de omgeving van Deventer. Aan het begin van 1940 werd hij leraar Hebreeuws en groepsleider in het Werkdorp Wieringermeer. Kort daarop vertrok hij naar de Jeugdalijah Loosdrecht, waar hij dezelfde functie vervulde.
Samen met Menachem Pinkhof ontwikkelde Simon plannen om de bewoners van de Jeugdalijah collectief te laten onderduiken. Aanvankelijk verliep het zoeken naar onderduikadressen moeizaam omdat zij beschikten over onvoldoende niet-Joodse contacten. Nadat Pinkhof en Simon in contact kwamen met Joop Westerweel en Bouke Koning vonden zij genoeg schuilplaatsen. In augustus 1942 kreeg de leiding in Loosdrecht bericht dat de Jeugdalijah binnen enkele dagen door de Duitsers ontruimd zou worden, waarop alle bewoners vertrokken.
In het najaar van 1942 reisde hij samen met zijn kersverse vrouw Sophie van Coevorden (1917-2008) naar Frankrijk om een geschikte vluchtroute te vinden naar Zwitserland voor de Palestinapioniers die nog in Nederland verbleven. Ondanks contact met het Franse verzet verliep die zoektocht moeizaam. Simon keerde terug naar Nederland, terwijl zijn vrouw in Frankrijk achterbleef. In de kerstnacht van 1942 bereikte zij veilig Zwitserland.
Simon werd aangehouden toen hij in januari 1943 de Nederlands-Belgische grens probeerde over te steken bij Budel. Hij maakte op 27 januari 1943 een einde aan zijn leven in het Huis van bewaring in Breda.